# 施尔登人

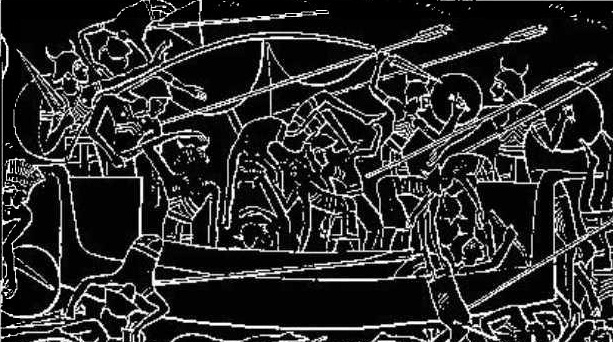
Medinet Habu神廟中雕刻的战斗中的施尔登人

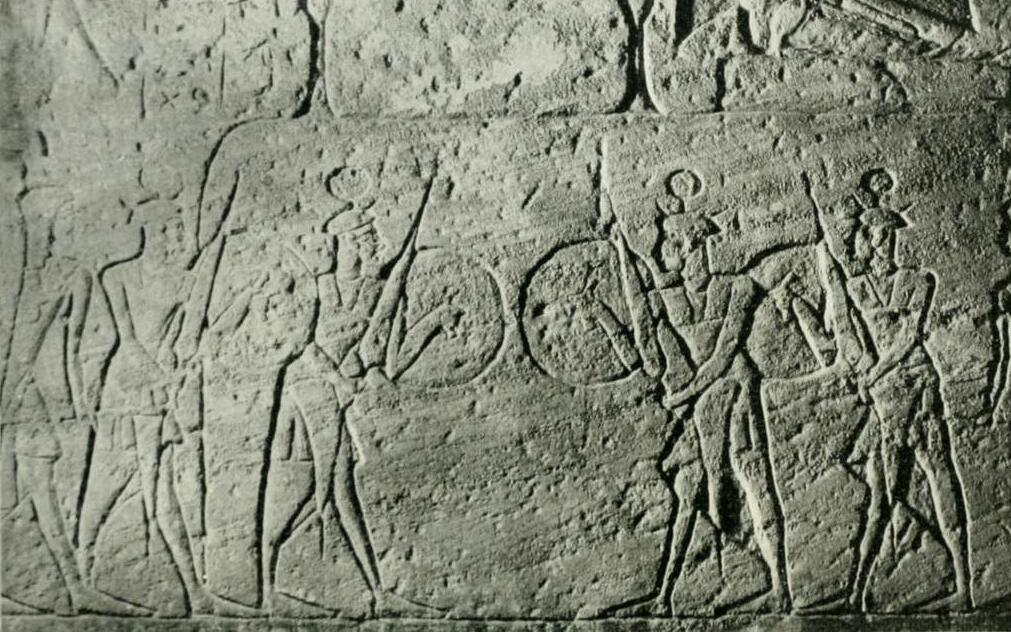
拉美西斯二世的施尔登人卫队，刻于阿布辛拜勒神廟

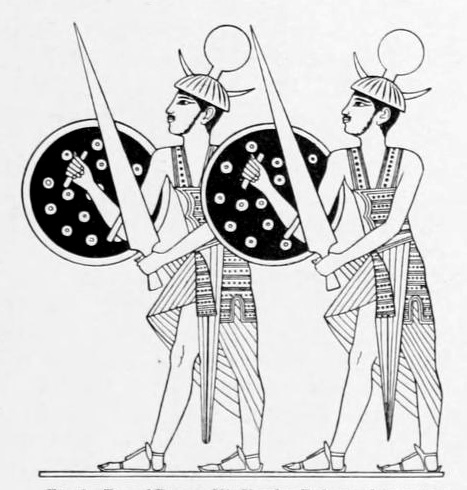
上图的复原图，可见施尔登人的武器装备

施尔登人（英語： 或 Serden、Shardana）是古埃及与烏加里特铭文与雕刻中记录的公元前2千年后期横行于地中海区域的海上民族的一支，在服饰与武器上与非利士人相近，有些施尔登人还成为了埃及的佣兵。施尔登人常装备圆盾、长矛、长匕首等武器，被认为和撒丁岛有关。